# 헝가리 올림픽 위원회
헝가리 올림픽 위원회(헝가리어: Magyar Olimpiai Bizottság)는 헝가리의 국가 올림픽 위원회이다. IOC 코드는 HUN이다. 본부는 부다페스트에 있으며 유럽 올림픽 위원회에 소속되어 있다.
1895년 12월 19일에 설립되었으며 같은 해에 국제 올림픽 위원회의 승인을 받았다. 33개 국가 하계 스포츠 종목 연맹과 5개 국가 동계 스포츠 종목 연맹이 소속되어 있으며 헝가리의 스포츠 발전을 담당한다. 또한 올림픽, 유러피언 게임을 비롯한 국제 스포츠 대회에 참가하는 헝가리의 선수들을 대표한다.

## 같이 보기
- 올림픽 헝가리 선수단